# サーバールーム

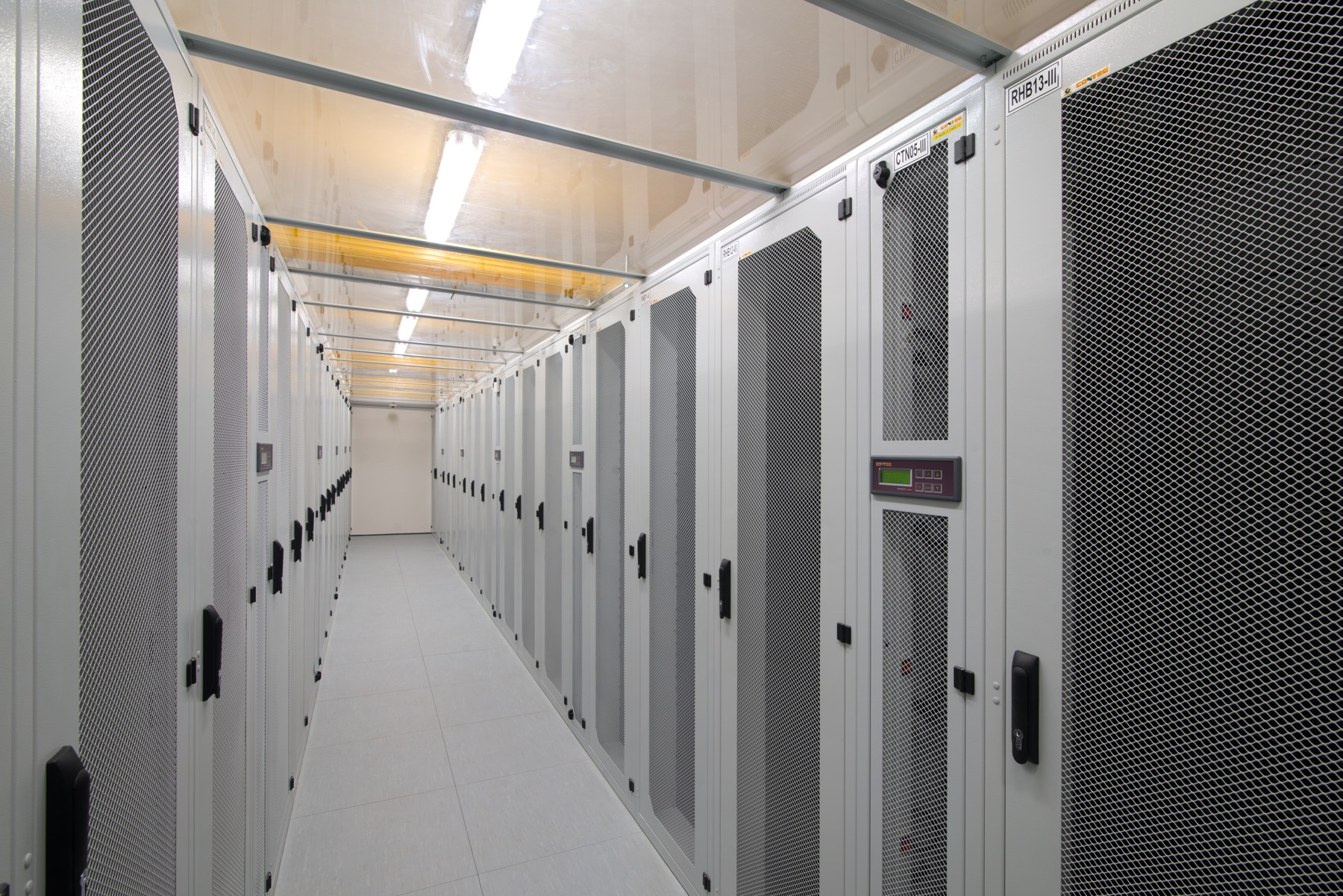
サーバールーム（チェコ共和国ピーセク）

サーバールーム（英語: server room）とは、サーバーなどのコンピュータやIT機器を稼働させるための専用の部屋のことである。IT機器を安定的に安全に稼働するための特別な設備が備わっている。特にサーバーとその名称が普及する以前1990年代頃までは電算室、機械室やマシンルームと呼ばれたのが現在も引き継がれている場合もあるが、中小の事業所等にまでコンピュータネットワークを司るサーバが普及してくるとサーバルームの名称が一般化した。また、この目的に特化した建物をデータセンターという。
企業や教育・研究機関の建物内にはサーバールームを置くことが多いが、近年ではインターネットなど広域ネットワークを介したデータセンターサービス（コロケーションサービス）やクラウドサービスの利用が増えていることからサーバールームを作らない場合もある。

## サーバールームに必要な設備、機能
サーバールームを構築・運用するには、以下の考慮事項に注意を払う必要がある。

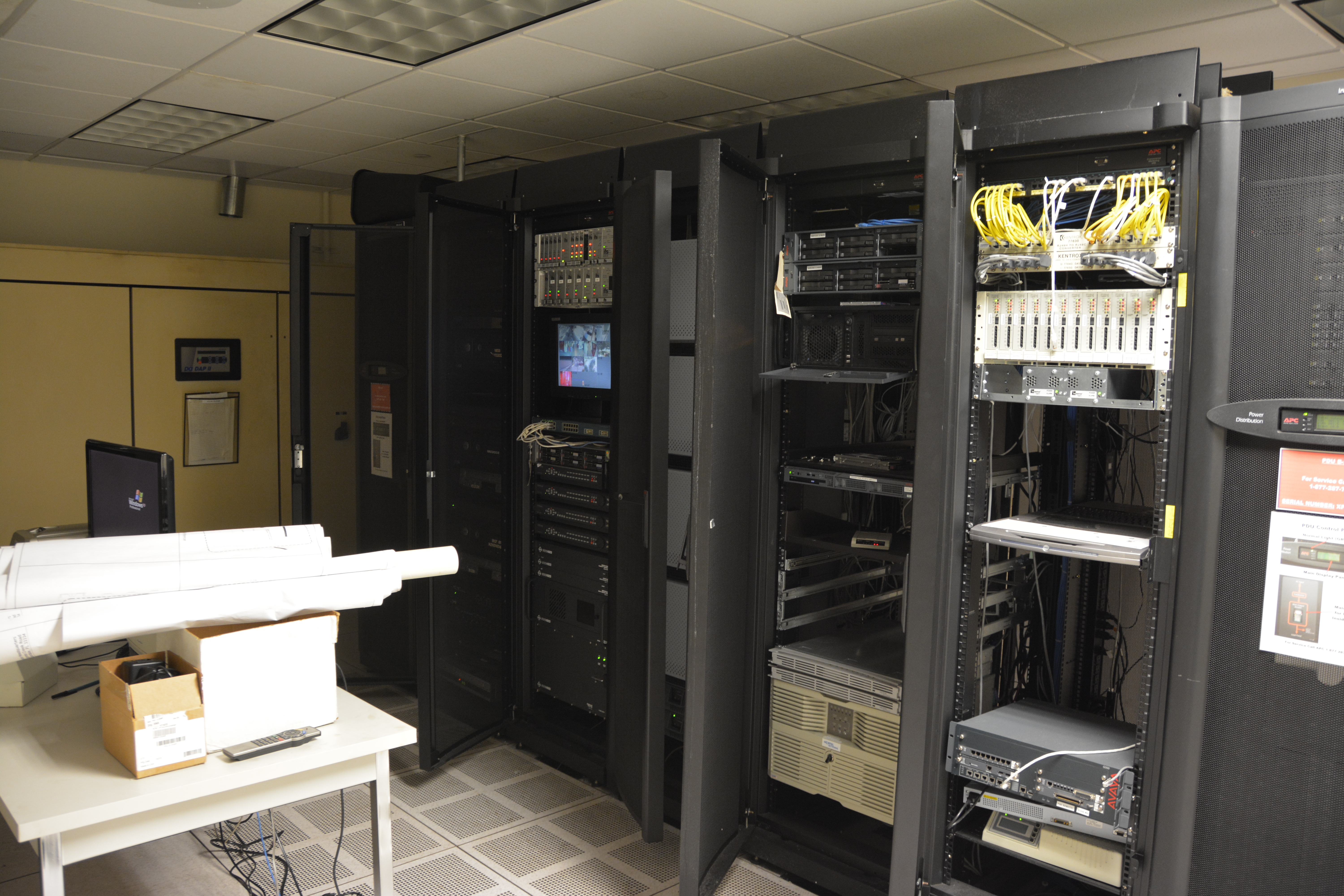
サーバールーム

### 設置場所
サーバーには重要な情報が保存される。サーバーが水没すれば保存されているデータが消失する恐れがある。そのため、水害による水没のリスクを避けるため、ハザードマップを参照し、2階以上の場所に設置することが重要である。同様に、火災による焼失を防ぐため消火設備や不燃性、難燃性の壁にすることが望ましい。
サーバーや空調設備は騒音が発生するので、居室と離したサーバールームの設置場所や騒音対策を考慮する必要もある。
消火設備について、一般的なスプリンクラーは作動するとIT機器が破損する。IT機器に影響を与えないよう不活性ガスやハロゲン化物によるガス系消火設備を設ける。消火器を設置する場合は純水ベースの消火器を使用したい。
サーバールーム設置に関しては、建築基準法、消防法の検査が必要となる。天井に届かないパーテーションでサーバールーム区画をつくる方法で回避できるが、空調、騒音、消防設備といった面でサーバールームとしての機能を著しく損なうためリスクとコストのバランスを慎重に検討すべきである。
サーバールームを計画する際には、5年後10年後といった将来計画をもとに設備を設計する。ミッションクリティカルなシステムを運用する場合は、単一障害点（single point of failure）が無いように設備を冗長化することが必要である。

### サーバーラック

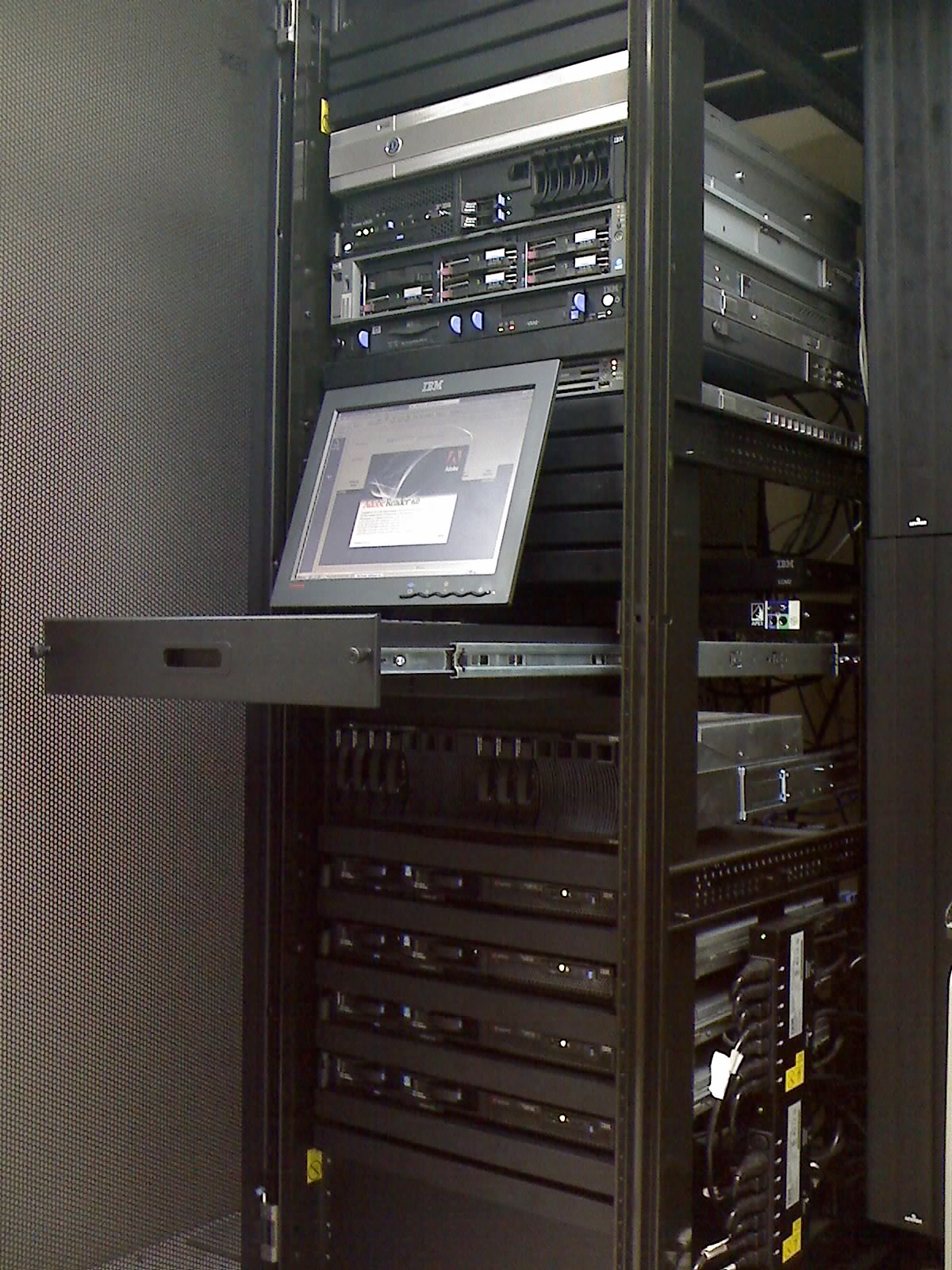
一般的にみられる19インチサーバーラック

サーバールームで使用されるサーバーなどIT機器は一般的には、EIAで定められたラック規格である19インチラックに搭載して設置する。
地震によるラックの転倒、IT機器へのダメージを防ぐため、ラックをアンカー固定または免震台にラックを設置する。

### 空調（サーバ冷却）
コンピュータ機器の消費電力は、要すれば電気抵抗により熱へと変換されたものである。大型のコンピュータやサーバは相応の大きな排熱を発し、サーバルーム内の温度を上昇させてしまう。温度の範囲は22℃〜23℃で、できるだけ35℃を超えないよう相対湿度の範囲は40％〜60％の間で保つ必要がある。サーバー自体も許容範囲を超えてしまうと停止してしまう。ほとんどのIT機器は、システムの前面から冷却された空気を引き込み、熱気を背面から排出するように設計されている。 最も重要な要件は、装置前面の吸気口の温度がそのIT機器の環境仕様を超えないようにすることである。
アメリカ暖房冷凍空調学会（ASHRAE）TC9.9 サーマルガイドライン（Thermal Guidelines for Data Processing Environments）のデータセンタのA1クラス（15～32℃，20～80%RH）に収まるように温度管理をすることが一般的である。
多くの場合、サーバには冬季でも冷却が必要であるため、従業員用とは独立した系統の空調機能が備えられる。サーバ内に塵埃が溜まると冷却の阻害になるため、空調にはクリーンルームに準じる除塵機能が望ましく、この点でも人の出入を必要最小限とする専用区画に置くことが求められる。結露対策も含めて適切な温湿度環境に保つことは、IT機器自体の故障リスク削減、機器寿命の延長にも資するため、結果コスト削減につながる。

### セキュリティ
総務省のホームページでは、企業や組織内にサーバーを設置する場合のセキュリティ対策を紹介している。
サーバ室を設置した場合には、以下のような点を検討する。
- 防犯カメラの設置や生体認証の導入など、他の執務エリアよりもセキュリティ対策を強化する。

- 鍵の管理や入退室時間を記録するなど、サーバ室に対する入退室の方法とルールを明確に決定する。

- 業者などが出入りする場合のルールを決定する（必ず担当者が付き添うなど）。

- サーバは、使用後に常にログアウトしておくようにルールを徹底する。

### 電気（UPS）
サーバールームを設置している建物が停電になった場合、サーバーが落ちてしまいデータが破損する危険性がある。また、電圧異常などによりサーバー誤作動を起こす場合もありえる。サーバールームには無停電電源装置（UPS）を導入する。
UPSは、非常用電源への切り替えまたはシステムシャットダウンにかかる時間をカバーできるようサイズを設計する。

### 保守・運用
サーバールームの保守運用をきちんと行うリソースを確保する。日常的に設備、システムの正常性を確認し、不具合がある場合は早急に対応できる体制を整える。
IT機器だけでなく、サーバールーム設備の保守契約。定期的なメンテナンスを怠らないようにする。定期的なメンテナンスには以下のようなものがある。
- フロン排出抑制法による業務用エアコンの法令点検
- 電気保安点検

## 今後のサーバールーム

### 省エネ
サーバルームの消費電力削減は、省エネルギー関連の法令やCSR観点だけでなく、運用コスト削減の観点からも重要である。
2019年のブルームバーグの記事によると、2016 年の米ローレンス バークレー国立研究所の調査では、部屋に置かれたサーバー、クローゼットにあるサーバー、ハイパースケールと呼ばれる非常に大規模なデータセンターなど、設備規模のタイプ別に電力使用効率（PUE値）が調査された。サーバールームが小さいほど、PUE値は高い（電力使用効率は低い）ことが判明している。最小のルームの場合、PUE値は2を超えている。これは、エネルギー使用量の半分以上がIT機器以外であることを意味する。ハイパースケールの場合、PUE値は1.2である。これは電気のほとんどがIT機器に費やされることを意味する。
特に、2000年代から2010年代初頭に設置したパッケージエアコンで部屋全体を冷やすようなタイプのサーバールームは非常に電力使用効率が悪く、電気代の負担が大きくなってしまう。
新規にサーバールームを設ける際、老朽サーバールームを更新する際にはエッジデータセンターと呼ばれるようなコンテナ型、モジュール型データセンターやマイクロデータセンターが増えつつある。

### コンテナ型/モジュール型
サーバルームやデータセンターに必要な機能（サーバーラック、空調、UPS、セキュリティ）をパッケージ化し、既存の建物を利用して設置することが可能。

### マイクロデータセンター

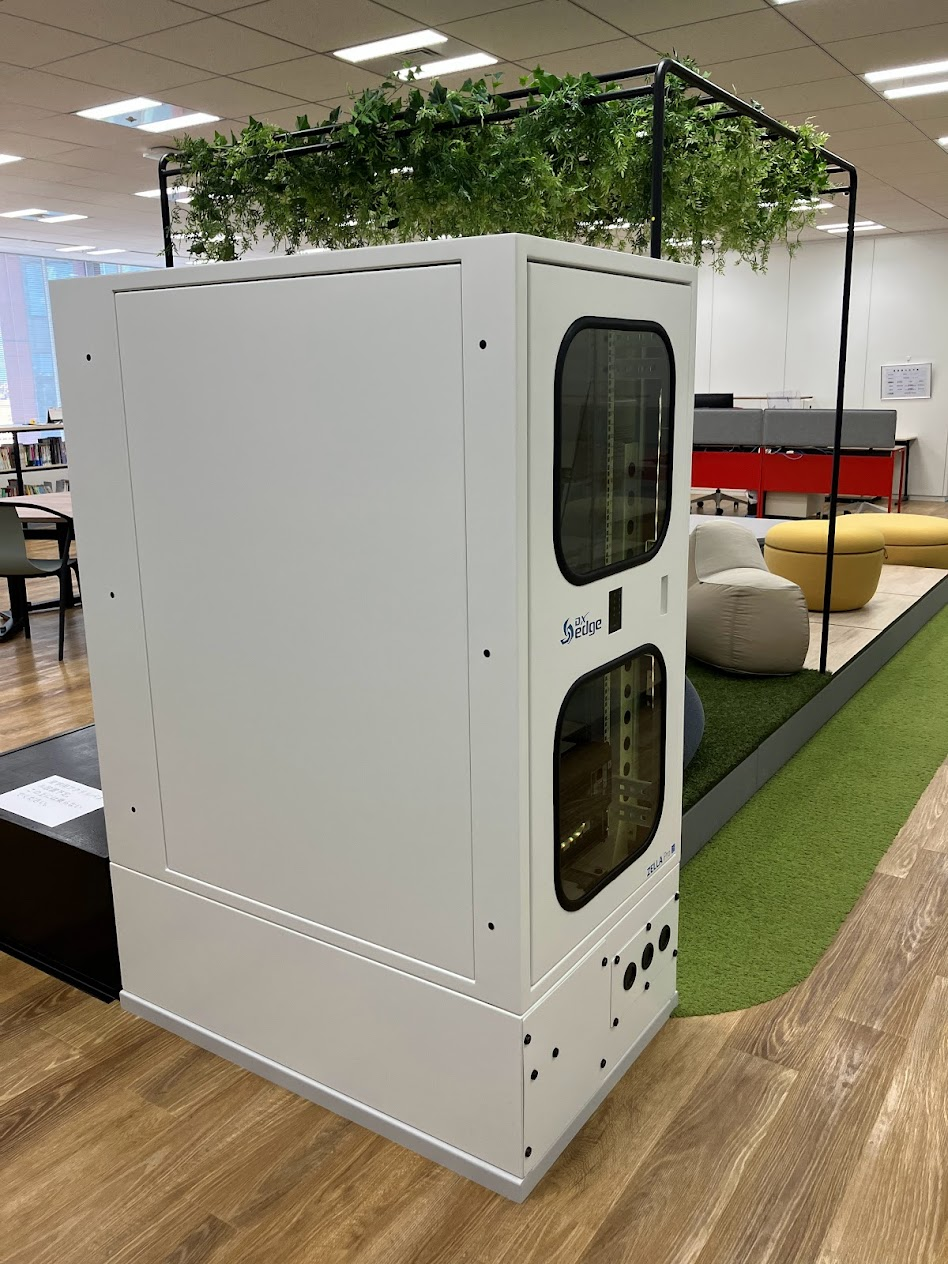
オフィス内に設置されたマイクロデータセンター

サーバラックサイズの筐体にデータセンターに必要な機能（サーバーラック、空調、UPS、セキュリティ）をパッケージ化した超小型データセンター。従来、データセンター（サーバールームを含む）は建設場所を探すことが困難であった。これに対してマイクロデータセンターは計算機の設置場所の自由度が上がるだけでなく、エコロジーによりいっそう配慮しつつ、効率的にサーバを安定動作させるための環境を近い将来に作ることができるので期待が持たれている。工場・倉庫内やオフィス内の空きスペースに簡単に設置することが可能である。国内では、運用保守込での月額サービス利用で提供している企業もあり、オンプレミスであるにもかかわらずクラウドやデータセンターサービスのように利用することもできる。
クラウド時代でオンプレミスには最低限のラック数のみでよい場合、マイクロデータセンターはTCO削減に役立つとみられている。また、一部のマイクロデータセンター製品の省エネ性能は、最新鋭のハイパースケールデータセンターと遜色のないPUE値のものもある。その省エネ性能、運用性、ポータブル性などから次世代のサーバールームと呼ばれている。